# مایکل جمیسون

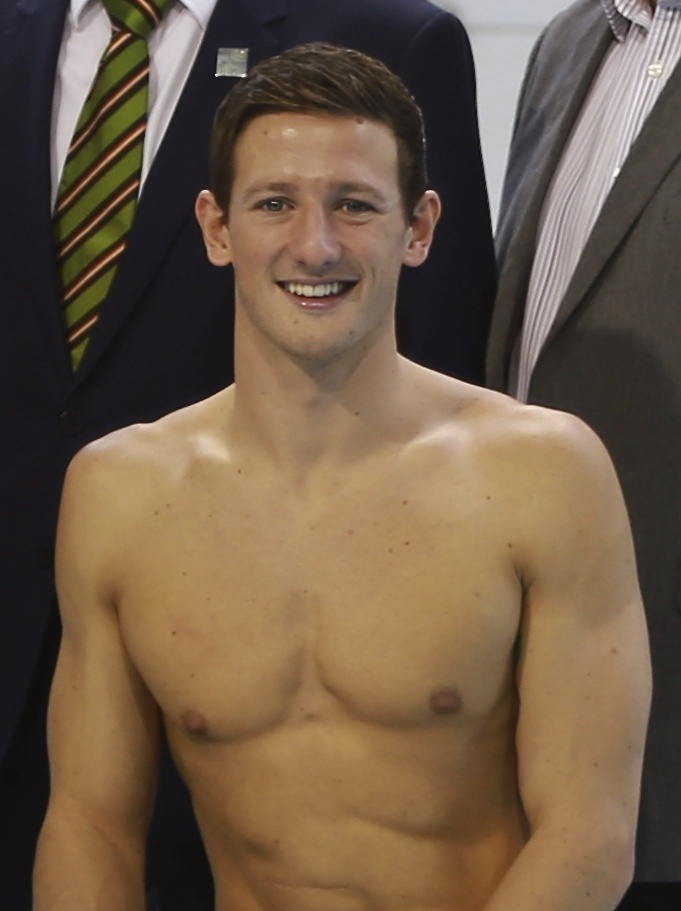
مایکل جمیسون

مایکل جمیسون (به انگلیسی: Michael Jamieson) (زادهٔ ۵ اوت ۱۹۸۸) شناگر اهل بریتانیا است.